# Gilboa (Nowy Jork)
Gilboa – miasto w Stanach Zjednoczonych, w stanie Nowy Jork, w hrabstwie Schoharie.